# Москальова Степаніда
Москальова Степаніда — активна учасниця повстання Степана Разіна, яка стояла на чолі повстанського загону Слобідської України. Вдова, мати драгуна Катеринського острожка Афанасія Москальова.
Після поразки повстання її 1670 року заслали «на вечное житие» в каземати Тихвинського жіночого монастиря. У грамоті, що супроводжувала її, говорилося, що вона здійснювала «агитаторскую деятельность» в містах і селах Слобідської України, чим робила серед населення «шаткость». В документі сказано, що вона заслана за «затейные письма».